# Francesco Luigini
Francesco Luigini, en latin Luisinus, né en 1523 à Udine et mort le 7 mars 1568 à Parme, est un littérateur et philologue italien.

## Biographie
Né en 1523 à Udine, capitale du Frioul, fit ses études à l’université de Padoue, sous Lazaro Buonamici, qui ne négligea rien pour développer ses heureuses dispositions. Il professa ensuite les humanités à Reggio et acquit l’estime du duc de Parme, Octave Farnèse, qui lui confia l’instruction et l’éducation de son fils Alexandre. Il accompagna ce jeune prince dans ses divers voyages et demeura auprès de lui en qualité de secrétaire. Une mort prématurée l’enleva le 7 mars 1568, à l’âge de 45 ans. Il n’était pas moins recommandable par les qualités du cœur que par celles de l’esprit. Muret, Mich. Brutus, Palearius, Giraldi, s’accordent à louer son talent pour la poésie. Francesco Luigini est l'un des interlocuteurs des Dialogues de Bernardino Partenio Della imitazione poetica.

## Œuvres
- Parergon libri tres, in quibus tam in græcis quam in latinis scriptoribus multa obscura loca declarantur, Venise, Valgrisi, 1551 in-8°. Gruter a inséré cet ouvrage dans son Thesaurus criticus, t. 3.
- In librum Q. Horatii Flacci de Arte poetica commentar., Venise, Alde, 1554, in-4°, édit. rare et dont il existe des exemplaires gr. papier.
- Francesco Luigini a ajouté un troisieme chant au poème de Joseph, que Fracastor n’avait pas pu terminer. Luigi, son frère, le publia en 1569 à Venise, avec une préface, et il a été réimprimé dans l’édition des œuvres de Frascator, donnée par Volpi, Padoue, 1739, in-4°.